# Sylvère Maes
Sylvère Maes (27. august 1909 i Zevekote – 5. december 1966 i Oostende), var en belgisk cykelrytter, som er bedst kendt for sine to sejre i Tour de France i 1936 og 1939.